# IC 3522
IC 3522 је галаксија у сазвјежђу Береникина коса која се налази на листи објеката дубоког неба у Индекс каталогу.
Деклинација објекта је + 15° 13' 16" а ректасцензија 12h 34m 45,8s. Привидна величина (магнитуда) објекта IC 3522 износи 14,6 а фотографска магнитуда 15,2. Налази се на удаљености од 16,8 милиона парсека од Сунца. IC 3522 је још познат и под ознакама UGC 7737, MCG 3-32-72, DDO 136, VCC 1585, PGC 41865.